# ماغي سميث (كاتبة)
ماغي سميث (بالإنجليزية: Maggie Smith)‏ هي كاتِبة وشاعرة أمريكية، ولدت في 1977.